# Seika
Seika (jap. 精華町 Seika-chō) – miasto w Japonii, na wyspie Honsiu, w prefekturze Kioto. Według danych na rok 2020 miejscowość zamieszkiwało 36 198 mieszkańców , a gęstość zaludnienia wyniosła 1409,6 os./km².